# Ludwigsplatz (Worms)
Der Ludwigsplatz ist eine innerstädtische Freifläche in Worms, der heute einen Teil der Fußgängerzone bildet.

## Geografische Lage
Der Ludwigsplatz liegt im nördlichen Bereich der Wormser Altstadt. Über seinen östlichen Rand führt in nord-südlicher Richtung die Kämmererstraße, in historischer Zeit Teil der wichtigsten Nord-Süd-Achse durch die Stadt und heute zentraler Teil der Fußgängerzone.

## Geschichte

### Entstehung

Plan zur Platzgestaltung 1894

Der Platz wurde in der frühen Neuzeit teils von der Lambertuskirche teils von deren Friedhof eingenommen, der nach der Zerstörung der Lambertikirche im Pfälzischen Erbfolgekrieg 1689 der benachbarten Martinskirche zugeordnet war. Die Lambertikirche wurde nicht mehr aufgebaut, Bestattungen fanden auf dem Friedhof wohl nicht mehr statt, die Anlage blieb aber erhalten. In der ersten Hälfte des 19. Jahrhunderts wurden die innerstädtischen Friedhöfe in Worms aufgegeben und durch einen neuen Friedhof, damals weit außerhalb des besiedelten Gebiets ersetzt (heute: Albert-Schulte-Park).
Der Ludwigsplatz hieß damals „Martinsplatz“ und diente teils als Exerzierplatz für die Pfalzgrafenhofkaserne, teils war er mit privaten Gärten belegt. Diese Nutzung fiel weg, als das Militär um 1895 in die Prinz-Carl-Kaserne im Norden der Stadt umzog. 1894 wurde der Platz städtischerseits beplant und für eine neue Nutzung vorbereitet: Ein nach dem Entwurf von Karl Hofmann gestaltetes Denkmal für den 1892 verstorbenen Großherzog Ludwig IV. von Hessen und die Gefallenen des Deutsch-Französischen Kriegs erhielt hier seinen Platz. In diesem Zusammenhang erhielt er auch die Bezeichnung „Ludwigsplatz“. Die Fläche wurde erstmals gestaltet, als Park mit einem zentralen Teich auf der dem Denkmal gegenüber liegenden Fläche. Auch am Denkmal selbst befand sich ein kleineres Wasserbassin. Die Mitte des Haupt-Teiches schmückte eine Fontäne. An den Ecken der Grünstreifen waren römische Meilensteine aufgestellt. Der Betrieb der Wasseranlagen erwies sich als problematisch: Sie verschlammten. „Kröten und Frösche“ machten sich geräuschvoll bemerkbar. Beim städtischen Einschreiten wurden „im Bassin sowohl als in den anschließenden Anlagen je ein Laubfrosch gefangen […] Die Tierchen sind beseitigt worden und mit ihnen hoffentlich die Ursache des ruhestörenden Lärms“, so das Hochbauamt. Auch erwies sich der dauerhafte Betrieb der Fontäne als zu teuer. Ab 1900 wurde sie statt fünf bis sechs Stunden am Tag nur noch von 11–13 Uhr in Betrieb gesetzt.

### Nach dem Zweiten Weltkrieg
Die gestaltete Parkanlage ging im Zweiten Weltkrieg unter. Der zentrale Teich diente während des Krieges noch als Feuerlöschteich und wurde anschließend mit Trümmerschutt verfüllt.
Der Platz diente nach Beseitigung des Schutts als Parkplatz, eine Nutzung, die sich auch nach dem Bau der Tiefgarage unter dem Platz 1974 fortsetzte. Anlässlich des Baus der Tiefgarage wurde der Platz mit einigen Verkaufspavillons aus Beton bestückt, „unter Vernachlässigung gestalterischer Belange“. Die Pavillons wurden 1991 beseitigt.

## Das Ludwigsdenkmal

Einweihung des Ludwigsdenkmals 1895

Das Denkmal entwarf der Wormser Stadtbaumeister Karl Hofmann. Es trägt auch die Bezeichnung „Ludwigssäule“ und ist dem Andenken an Großherzog Ludwig IV. gewidmet. Zentraler Teil ist ein Obelisk aus Muschelkalk, der zwischen zwei Löwen (dem hessischen Wappentier) auf einem Sockel steht. Der Sockel trägt die Widmungsinschrift. Das ganze Ensemble stand auf einem erhöhten Unterbau.

Nach Beschädigungen im Zweiten Weltkrieg wurde das Denkmal schrittweise abgebaut: Die Löwen wurden Mitte der 1960er Jahre an anderer Stelle abgestellt, der Obelisk 1974 abgetragen, als der Platz für die Tiefgarage unterkellert wurde. 1991 wurde das Denkmal in vereinfachter Form wieder aufgebaut. Die meisten Teile waren noch vorhanden. Dafür musste im Bereich der Tiefgarage ein massives Fundament erstellt werden. 

## Gebäude

### Verlorene Gebäude
- Lambertikirche, 1689 im Pfälzischen Erbfolgekrieg zerstört (Westseite)
- Das Hauptpostamt von Worms befand sich an der Ostseite des Platzes (zugleich: Kämmererstraße 44). Nach der Zerstörung des historistischen Amtsgebäudes im Zweiten Weltkrieg bei den Luftangriffen auf Worms entstand hier in den 1950er Jahren ein „gut proportioniertes, eigenständiges Gebäude […], das sich harmonisch in seine Umgebung einfügt[e]“ und das als Kulturdenkmal nach dem rheinland-pfälzischen Denkmalschutzgesetz Denkmalschutz genoss.[16] Gleichwohl wurde es abgerissen. An seiner Stelle befindet sich heute der westliche Ausgang der Kaiserpassage, einer Ladenpassage.

### Bestehende Gebäude
- Martinskirche (Nordseite)
- Das barocke Eckhaus Kämmererstraße 53 (Nordseite)
- Der Wambolder Hof (Ostseite), ein Stadtpalais von 1710, errichtet durch den Architekten Johann Maximilian von Welsch, ist heute ein Wohn- und Geschäftshaus.[17]

### Tiefgarage
Die Tiefgarage entstand 1974 noch ganz im Sinne der autogerechten Stadt, nachdem 1973 zwischen der Stadt Worms und einem privaten Bauträger ein entsprechender Vertrag geschlossen worden war. Es entstanden 305 unterirdische Parkplätze in fünf Ebenen auf 7.000 m² und zusätzlich 60 weitere Parkplätze auf der Oberfläche. Das waren nur etwa 75 % der vereinbarten Zahl der zu errichtenden Parkplätze. Es folgte ein zehnjähriger Rechtsstreit, der mit einem Vergleich vor dem Bundesgerichtshof und der Übernahme der Tiefgarage durch die Stadt endete. Wie sich zudem herausstellte, hatte das Bauwerk eine Reihe von Baumängeln: Es war nicht wasserdicht und entwickelte sich zur größten „Tropfsteinhöhle“ in Rheinhessen, wobei auch die Bausubstanz durch eindringendes Wasser zunehmend Schaden nahm. Teile der Anlage wurden saniert, an anderer Stelle bildeten sich wieder Risse. Ein weiteres Problem ist die Abdeckung, die für eine Tragfähigkeit von 90 kg/;m² ausgelegt ist. Als aber auf die Parkplätze an der Oberfläche verzichtet wurde und der Platz in der Folge einen neuen Belag erhielt, musste es indischer Granit sein – der aber wog 400 kg/;m². Das hat zur Folge, dass eine über Fußgängerverkehr hinausgehende Nutzung des Platzes nicht mehr möglich ist. Mehrfach wurden Gutachten eingeholt, die aber alle – mit steigender Tendenz – zu dem Ergebnis kamen, dass sowohl eine Sanierung als auch eine Verfüllung der Tiefgarage Beträge in Millionenhöhe erforderte, die die Stadt nicht hat. Eine Entscheidung über das weitere Vorgehen wird seit Jahren immer wieder vertagt. Bevor die Tiefgarage zum 30. Juni 2022 wegen der statischen Mängel endgültig geschlossen wurde, waren die beiden unteren Ebenen schon jahrelang gesperrt. Am 19. Juli 2022 fasste der Stadtrat dann den Beschluss, die Tiefgarage zu verfüllen, was aufgrund fehlender finanzieller Mittel aber erst in einigen Jahren geschehen soll.